# Sasha Cohen
Alexandra Pauline "Sasha" Cohen (Westwood, California; 26 de octubre de 1984) es una patinadora artística sobre hielo estadounidense. Es la campeona estadounidense del año 2006 y medalla de plata en las Olimpiadas de Invierno del mismo año.
Posee además cinco medallas de plata, una de bronce y una de oro en el Campeonato Nacional de Estados Unidos, dos medallas de plata y una de bronce en el Mundial de Patinaje Artístico sobre hielo y una medalla de plata y una de oro en la final del Grand Prix de patinaje artístico sobre hielo.

## Carrera

### Primeros años
En sus primeros años comenzó siendo gimnasta pero, a los siete años, decidió cambiar al patinaje artístico; sin embargo, no fue hasta los diez que empezó a practicar el patinaje seriamente y comenzó a competir en este deporte.
Cohen comenzó a destacar durante el Campeonato de Patinaje Artístico de Estados Unidos del 2000 donde, con 16 años, ganó la medalla de plata. En esa misma competición desplazó por primera vez del primer puesto, en el programa corto, a Michelle Kwan, quien ya era tres veces campeona estadounidense. Después del programa corto (selecciones de música barroca, de Vivaldi y Albinoni) Cohen se encontraba en primera posición, pero terminó segunda, por detrás de Kwan luego del programa largo (Concierto para violín, de Mendelssohn). La medalla no era suficiente para clasificarle para el Campeonato Mundial, por ser demasiado joven para competir en la categoría sénior. Para conseguir la clasificación necesitaba conseguir una medalla (o sea, quedar dentro de los tres mejores) en el Campeonato Mundial de Patinaje Artístico Junior. Presentándose con los mismos programas que en el nacional, Cohen resultó sexta en esta competición, por lo que no pudo competir en la categoría sénior ese año.
En el 2001 Cohen sufrió una fractura de estrés (una pequeña fisura en el hueso, causada por el entrenamiento repetitivo, muy común en los atletas) en la espalda que no le permitió competir en los campeonatos nacionales de ese año.

### Entre 2002 y 2006
En el 2002, reintegrada después de la lesión, volvió a ganar la medalla de plata en el campeonato de Estados Unidos, lo cual la clasificó para los Juegos Olímpicos de ese año, en Salt Lake City, Utah, Estados Unidos. Sasha Cohen se presentó en esa ocasión con Mi bestia dulce y tierna (Evgeni Doga) para el programa corto y Carmen (Georges Bizet) en el programa libre. El primero resultó un programa limpio y acertado pero una caída en su combinación triple-triple al inicio del programa libre la hizo quedar cuarta en la competencia.
A raíz del decepcionante resultado obtenido en estos Juegos Olímpicos Sasha decide cambiar de entrenador, dejando a John Nicks.
En la temporada 2002-2003 Cohen se entrenó con Tatiana Tarasova. Esta mejoró el nivel de las secuencias de pasos y bajo su entrenamiento Cohen logró realizar su primer combinación triple-triple en competición (lutz triple - toe-loop triple). En esta temporada Cohen logró realizar un programa libre sin errores, que fue el de la ronda de clasificación para el Mundial del 2003.
En enero del 2004 Sasha volvió a cambiar de entrenador. En esta temporada se entrenó con Robin Wagner, quien había sido la entrenadora de Sarah Hughes, medalla de oro de las Olimpíadas del 2002. La temporada 2003-2004 fue quizá la mejor en la carrera de Sasha Cohen. Ganó la medalla de plata en la final del Grand Prix de patinaje artístico sobre hielo de 2003. Además, ganó la medalla de plata en los campeonatos de Estados Unidos de 2004 y en el Campeonato mundial de 2004. Su programa corto en el mundial, Malagueña, fue una sus mejores actuaciones, obteniendo cuatro 6.0 en su calificación. Sin embargo, en el programa libre (Lago de los Cisnes) un error en un salchow triple, la dejó en el segundo puesto detrás de Shizuka Arakawa. Al finalizar la temporada Sasha volvió a entrenarse con Nicks.
En 2005, nuevamente quedó segunda en los campeonatos de Estados Unidos, y en el Mundial de Moscú, Rusia. Como en otras ocasiones, Cohen cometió errores en los saltos del programa libre (El cascanueces, de Chaikovski).

### Juegos Olímpicos 2006 en adelante
En el 2006, Michelle Kwan no compitió en el Campeonato Nacional de Estadios Unidos, dando a Saha Cohen la oportunidad de conseguir finalmente proclamarse campeona nacional. Cohen patinó con los temas de Ojos negros (canción folclórica rusa) en el programa corto y Romeo y Julieta (Nino Rota) en el programa libre. Esta victoria le permitió competir en los Juegos Olímpicos del 2006 en Turín, Italia.
Cohen se presentó a dichos juegos con los mismos programas con que ganó el Campeonato Nacional. Resultó primera en el programa corto, pero en el programa largo falló en los dos primeros saltos (lutz triple y flip triple). Completó exitosamente el resto del programa, incluyendo cinco saltos triples y el resto de los elementos, pero solo llegó a quedar en segundo lugar en la competencia, detrás de Shizuka Arakawa, que le sacó 7,8 puntos de ventaja.
Un mes después tuvo lugar el Campeonato Mundial 2006, en Calgary, Canadá. El resultado fue similar: Sasha resultó primera después del programa corto, pero falló en el programa libre, lo que la dejó cuarta en este y tercera en la clasificación general, a 10 puntos de la ganadora, la también estadounidense Kimmie Meissner.
Después de los Juegos Olímpicos y el campeonato mundial, Cohen se unió al tour de Champions On Ice, participando del "Skating with the Stars, Under the Stars" en el Central Park. También participó de los Marshalls U.S. Figure Skating International Showcase.
En diciembre del mismo año Cohen anunció que no iba a presentarse al Campeonato Nacional de 2007. A partir de entonces Sasha Cohen no compitió en ningún campeonato amateur, aunque fue una de las figuras principales del tour Stars on ice de la temporada 2007-2008.
En la temporada 2009-2010 Cohen se intentó clasificar para los Juegos Olímpicos de 2010, en Vancouver, pero no lo logró, pues solo quedó cuarta en los campeonatos nacionales de Estados Unidos.

## Logros en el patinaje
Sasha Cohen es reconocida a nivel mundial por ser una de las patinadoras más talentosas. A pesar de los numerosos errores con los que ha sido marcada su carrera, acarreándole la imposibilidad de lograr las medallas de oro en las competencias más importantes, Cohen siempre mostró un estilo propio, con gran atención a relación entre la coreografía y la música y un alto grado de expresividad, que es muchas veces inalcanzable para otras patinadoras.
Ha sido criticada por no haber sido capaz de realizar dos actuaciones perfectas en una competición. Las imprecisiones, se dice, responden a que no logra concentrarse en momentos en que la presión es demasiado grande, sobre todo al defender títulos muy importantes. Pero, a la vez, se considera que sus secuencias de ángeles son los mejores del mundo en la historia del patinaje, gracias a la gran flexibilidad y control que demuestra tener para cambiar de filos y deslizarse sobre el hielo. Es la primera patinadora sobre hielo en recibir el máximo grado de ejecución por su secuencia de ángeles (spiral) con el nuevo sistema de puntuación de la ISU.
Cohen también destaca por sus piruetas, en particular por las posiciones, que también demuestran su flexibilidad y su destreza. Ha popularizado la pirueta en "L" y que también es conocido como la «pirueta Sasha». También es famoso su salto ruso.
Durante el principio de su carrera Cohen quiso ser la primera mujer en realizar con éxito un salto cuádruple en competición. Hizo un salchow cuádruple en el calentamiento del Skate America 2001, pero en competición no llegó a aterrizarlo correctamente y, con el tiempo, abandonó las tentativas. Luego practicó la combinación triple lutz-triple toe, que efectuó con éxito en los Mundiales del 2002 y 2003.

## Vida personal
En julio de 2015 anunció su compromiso con Tom May. Se casaron el 20 de agosto de 2016 en Cape Cod, Massachusetts. En febrero de 2018 vivían separados y estaban en trámites de divorcio.
En octubre de 2019, Cohen anunció su compromiso con Geoffrey Lieberthal, el hijo de Kenneth Lieberthal. En noviembre de 2019, anunciaron que estaban esperando su primer hijo. Su hijo, Dashiell Lev, nació en enero de 2020. Su hija, Paloma Jane, nació en agosto de 2021.
Cohen está asociada a Morgan Stanley.

## Competiciones
| Evento                                                 | 1997-1998 | 1998-1999 | 1999-2000 | 2000-2001 | 2001-2002 | 2002-2003 | 2003-2004 | 2004-2005 | 2005-2006 |
| ------------------------------------------------------ | --------- | --------- | --------- | --------- | --------- | --------- | --------- | --------- | --------- |
| Olimpíadas de invierno                                 |           |           |           |           | 4th       |           |           |           | 2nd       |
| Campeonato Mundial                                     |           |           |           |           | 4th       | 4th       | 2nd       | 2nd       | 3rd       |
| Campeonato Mundial Júnior                              |           |           | 6th       |           |           |           |           |           |           |
| Nacionales de EE. UU                                   | 6th N.    | 2nd J.    | 2nd       | WD        | 2nd       | 3rd       | 2nd       | 2nd       | 1st       |
| Final del Grand Prix de patinaje artístico sobre hielo |           |           |           |           |           | 1st       | 2nd       |           |           |
| Trofeo Eric Bompard                                    |           |           |           |           | 3rd       | 1st       | 1st       |           | 2nd       |
| Skate Canada                                           |           |           |           |           |           | 1st       | 1st       |           |           |
| Skate America                                          |           |           |           |           | 5th       |           | 1st       |           |           |
| Cup of Russia                                          |           |           |           | 4th       |           | 2nd       |           |           |           |
| Nations Cup                                            |           |           |           | 5th       |           |           |           |           |           |
| Finlandia Trophy                                       |           |           |           |           | 1st       |           |           |           |           |
| Junior Grand Prix, Sweden                              |           |           | 1st       |           |           |           |           |           |           |
| Gardena Spring Trophy                                  |           | 1st J.    |           |           |           |           |           |           |           |
| Pacific Coast Sectionals                               | 2nd N.    | 1st J.    | 1st       |           |           |           |           |           |           |
| Southwest Pacific Regionals                            | 2nd N.    | 1st J.    |           |           |           |           |           |           |           |

- N = Novice level; J = Junior level; WD = Withdrew

## Programas
| Temporada       | Programa Corto                             | Programa Largo                                                   | Exhibición                                                                                                |
| --------------- | ------------------------------------------ | ---------------------------------------------------------------- | --- |
| 2007–08 2006–07 | No compitió.                               | No compitió.                                                     | Hurt by Christina Aguilera                                                                                |
| 2005–06         | Dark Eyes Canción rusa                     | Romeo y Julieta Canción de la película de 1968 by Nino Rota      | Don't Rain on My Parade by Barbra Streisand God Bless America by Céline Dion                              |
| 2004–05         | Dark Eyes Canción rusa                     | Pas de deux del El cascanueces by Chaikovski                     | Don't Rain on My Parade by Barbra Streisand                                                               |
| 2003–04         | Malagueña by Ernesto Lecuona               | El lago de los cisnes by Chaikovski                              | Romeo y Julieta coreografía de Tatiana Tarasova                                                           |
| 2002–03         | Malagueña by Ernesto Lecuona               | Piano Concerto No. 2 by Rajmáninov                               | Romeo y Julieta coreografía de Tatiana Tarasova One Day I'll Fly Away from Moulin Rouge! by Nicole Kidman |
| 2001–02         | My Sweet and Tender Beast by Evgeni Doga   | Carmen by Georges Bizet                                          | Hernando's Hideaway by Ella Fitzgerald Aria by Heitor Villa-Lobos                                         |
| 2000–01         | My Sweet and Tender Beast by Evgeni Doga   | Dark Eyes Canción rusa, orquestada por London Festival Orchestra | Anytime, Anywhere by Sarah Brightman To Love You More by Céline Dion                                      |
| 1996–2000       | Baroque Selections by Vivaldi and Albinoni | Violin Concerto by Mendelssohn                                   | Madame Butterfly by Puccini                                                                               |